# Бабкинцы (Кумёнское сельское поселение)
 Бабкинцы  — деревня в Кумёнском районе Кировской области в составе Кумёнского сельского поселения.

## География
Расположена на расстоянии примерно 1 км на север от районного центра поселка Кумёны.

## История
Известна была с 1678 года как починок Бздюлевский с 1 двором, вотчина Никольской церкви. В 1764 году (деревня Бздюлёвская) 67 жителей, в 1802 9 дворов. В 1873 году (Бздюлевская или Бабкинцы) дворов 11 и жителей 73, в 1905 12 и 75, в 1926 (уже деревня Бабкинцы или Бздюлевская ) 13 и 64, в 1950 11 и 43, в 1989 3 жителя. Настоящее название утвердилось с 1939 года.

## Население
Постоянное население составляло 0 человек в 2002 году, 2 в 2010.